# Plecoptera mollardi
Plecoptera mollardi là một loài bướm đêm trong họ Erebidae.